# Зета (держава)
Зе́та (чорн. Зета) — середньовічна південнослов'янська держава, князівство, що розташовувалось на заході Балкан на території сучасної Чорногорії.

## Згадки
Перша згадка про Зету зустрічається у візантійського хроніста Кевкамена наприкінці XI століття. В літописі Попа Дуклянина Зета згадується в 30-ій главі як центральна частина Верхньої Далмації.
З початку XII століття назва «Зета» все частіше витісняє з вжитку колишню назву країни — Дукля (стара назва зберігається лише в королівському титулі Вукана Неманича).

## Історія
Зета та Рашка були об'єднані за часів правління Стефана Немані в одну державу. Довгий час Зета була васалом сербської держави Рашка, нею керували спадкоємці престолу від сербської династії Неманичів.
Зета здобула незалежність в 1356 році, під час поступового розпаду імперії після смерті царя Стефана Уроша IV Душана  з династії Неманичів в 1355 році. В другій половині XIV — XV столітті Зетою керували місцеві династії Балшичів та Црноєвичів.
В 1496 році, після втечі з країни останнього монарха Джураджа IV Црноєвича, Зета увійшла до складу Османської імперії.

## Правителі
Князівством Зета, розташованим в південній частині сучасної Чорногорії та північній частині сучасної Албанії, навколо Скадарського озера, з 1360-х років і до Османського завоювання в самому кінці 15 століття правили династії Балшичів, Лазаревичів, Бранковичів і Чорноєвичів. 
Будинок Балшичів
- Балша I (1356–1362)
- Джурадж I (1362–1378)
- Балша II (1378–1385)
- Джурадж II (1385–1403)
- Балша III (1403–1421)

Дім Лазаревичів
- Стефан Лазаревич (1421–1427)

Дім Бранковичів 
1427 року після смерті попереднього правителя, згідно з угодою трон перейшов до представинків Будинку Бранковичів, які успадковують Зетські володіння. Доми Лазаревичів і Бранковичів використовували законне спадкове право, яке вони отримали від Балшичів. У регіоні Верхня Зета (Чорногорія) правив будинок Чорноєвичів.
1456 року останній фортенця у Зеті, укріплення Медун, було завойовано османськими військами султана Мехмеда ІІ.
- Джурадж Бранкович (1427–1456)

Дім Чорноєвичів
Дім Чорноєвичів був династією, яка правляла в середньовічному князівстві Зета, спочатку боролася з династією Балшичів за контроль над Зетою, а потім змінила їх як верховних володарів Зети протягом 14-го та 15-го століть. З другої половини 15-го століття вони відіграватимуть вирішальну роль у існуванні Зети. Усі члени будинку Чорноєвичів титулувалися князями Зети.
- Радич,	кінець XIV ст. – 1396
- Джурадж IІІ і Олекса Джурашевич,	1403–1435, правили як васали Венеціанців
- Гойчин Чорноєвич, 1435–1451, васал Джураджа Бранковича
- Стефан І, 1451–1465, з 1452 як васал Венеціанців
- Іван І, 1465–1490
- Джурадж IV, 1490–1496
- Стефан II, 1496–1499, до часу Османського завоювання країни.